# IU (chanteuse)
IU (coréen : 아이유), de son vrai nom Lee Ji-eun (이지은), née le 16 mai 1993 à Séoul, est une chanteuse de K-pop, auteur-compositrice, actrice, guitariste, danseuse et présentatrice de télévision sud-coréenne. Son nom de scène est dérivé de l'expression "I and You", symbolisant que l'on peut s'unir par la musique.

## Carrière

### 2008: Débuts difficiles avecLost Child
IU fait ses débuts en tant que chanteuse avec la sortie de son premier mini-album Lost and Found le 23 septembre 2008. Elle fait ses débuts au M Countdown le 18 septembre avec le titre Lost Child (미아). La chanteuse dit quelques années plus tard se rappeler que « le public lui a lancé des insultes, mais que cela l'a encouragé à donner le meilleur d'elle-même ». L'album ne fut pas un succès commercial, mais elle a tout de même gagné le titre de Rookie of the Month par le Ministre de la Culture, Tourisme et Sports de la Corée du Sud.

### 2009:Growing UpetIU...IM
IU fait son retour sur scène le 17 avril 2009 au Music Bank avec Boo, le titre principal de son prochain album. Le 23 avril, IU sort son premier album studio Growing Up, contenant treize nouveaux titres. Cet album eut un changement considérable, en comparaison avec Lost Child qui est plus sombre et calme, Boo est une chanson retro inspiré des années 1980 qui possède une chorégraphie, des costumes de scènes et des styles de coiffures qui étaient mis en place pour un nouveau visuel de IU.
Le 11 novembre est révélé le clip vidéo de Marshmallow, le titre principal du nouvel album de IU. Le 12 novembre 2009, sort le nouveau mini-album de IU, intitulé U...IM. La chanteuse fait son retour sur scène le 13 novembre au Music Bank avec le titre Marshmallow. Tout comme Boo, la chanteuse reçoit de plus en plus de compliment pour son apparence et son style.
Cette même année, elle sort plusieurs OSTs pour les dramas comme Strike Love et Queen Seondeok. Toute comme sa popularité commence à monter, elle fait de plus en plus de promotions, en apparaissant d'abord dans des émissions de télé-réalité comme Star Golden Bell, Kim Jung-eun's Chocolate et You Hee-yeol's Sketchbook, ainsi que des reprises acoustiques de hit comme Gee de Girls' Generation ou Sorry Sorry de Super Junior. Elle est aussi présentatrice de l'émission hebdomadaire Gom TV, et participe aux radios en tant qu'invités récurrents comme Kiss The Radio ou Volume Up.

### 2010: Montée en popularité avecNaggingetReal
Le 3 juin 2010, IU sort Nagging, un duo avec Lim Seulong de 2AM. Elle est utilisée en tant que chanson pour l'émission We Got Married. Le single est immédiatement un succès, restant trois semaines à la première place du Gaon Digital Chart. La chanson se classe 2e sur le classement de l'année 2010. Peu de temps après, IU sort de nouveau un OST nommé Because I'm A Woman pour le drama Road No. 1, qui se hisse à la sixième place du Gaon Digital Chart, puis collabore avec Sung Sikyung pour son album The First sur la chanson It's You qui débute à la première place du Gaon Digital Chart.
IU sort son troisième mini-album, intitulé Real, le 9 décembre 2010 dont le titre principal est Good Day (좋은 날). Elle fait son retour sur scène le 10 décembre au Music Bank avec le titre Good Day. Composé et écrite par les mêmes personnes que Nagging, la chanson est un nouveau succès et devient vite la chanson la plus connue de IU. Elle reste cinq semaines en tête du Gaon Digital Chart, un record qui n'est battu que 9 ans plus tard par iKon. IU est acclamée pour sa high-note en trois parties durant le climax de la chanson, et en 2020, Billboard nomme Good Day comme la meilleure chanson K-pop de la décennie. La chanson a depuis dépassé les 4 500 000 téléchargements.

### 2011: Début au Japon, premier rôle d'actrice etLast Fantasy
Le 16 février, elle sort une réédition de Real appelée Real+ avec trois chansons, dont le titre phare, la ballad Only I Didn't Know. La chanson est un départ net de ses précédents albums, abordant un côté plus triste mais nostalgique. C'est un nouveau hit qui débute à la première place du Gaon Digital Chart.
De juillet 2010 à mai 2011, elle rejoint l'émission de télé-réalité Heroes, dans laquelle elle a pu se lier d'amitié avec les autres participants malgré le manque crucial de sommeil. Puis de temps après, elle obtient son premier rôle dans le drama Dream High, dont le tournage a débuté pendant 3 mois depuis décembre 2010. Elle joue le rôle d'une fille timide et en surpoids qui rêve de devenir une chanteuse professionnelle. D'abord douteuse du rôle, IU affirme plus tard que savoir qu'il fallait avoir des connaissances en chant l'a rassuré pour le rôle et que ce fut une expérience extraordinairement agréable. En mars 2011, elle fut attribuée le rôle de présentatrice d'Inkigayo, place qu'elle a eu jusqu'en juillet 2013. En mai, elle apparaît dans l'émission de compétition de patin sur glace en compétition Kim Yuna's Kiss & Cry, mais est éliminé au huitième épisode. Elle participe aussi à l'émission Immortal Songs: Singing The Legend, mais s'est retiré de l'émission après un épisode dû à un emploi du temps trop charger. Elle révèle plus tard qu'entre toutes ses activités promotionnelles de ses chansons, les émissions de télé-réalités et les dramas, elle trouve qu'être dans les émissions de télé-réalité est le plus fatigant.
Pour le drama Dream High, elle sort l'OST Someday qui débute à la première place du Gaon Digital Chart et termine l'année avec plus de 2 200 000 téléchargements. Puis en mai, elle écrit et compose Hold My Hand pour le drama The Greatest Love, ce qui est une première pour elle.
IU fait son grand retour le 29 novembre avec son deuxième album studio coréen Last Fantasy, et son titre phare You And I. L'album est un énorme succès, avec You And I commençant sa première semaine avec 1 million de téléchargements, et 8 chansons sur 13 se plaçant dans le top 10 du Gaon Digital Chart. La chanson phare, You And I, devient la plus téléchargée de IU en Corée du Sud avec plus de 6 millions de téléchargements en 2017. L'album quant à lui, surpasse plus de 125 000 copies vendues sur le Gaon Album Chart et l'album tout entier cumule plus de 18 millions de téléchargements.
Ce même moi, IU signe un contrat avec le label EMI Music Japan pour faire ses débuts dans le pays du soleil levant. Ainsi, le 14 décembre, elle sort I□U, un mini-album compilation de ses anciennes chansons coréennes.

### 2012: Premiers concerts etSpring of a Twenty Year Old

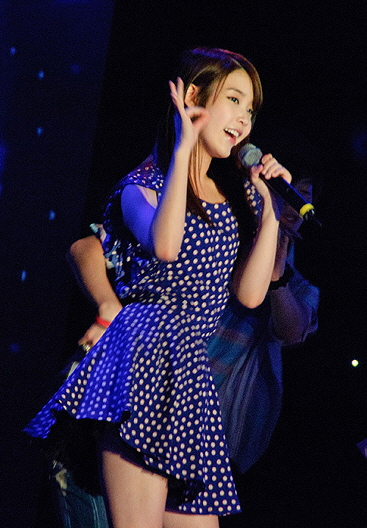
IU en 2011.

Le 24 janvier, elle commence les promotions pour la sortie de son premier single japonais en donnant deux concerts à Tokyo devant 4 000 fans. Puis un mois plus tard, le 29 février 2012 est révélé le clip vidéo de la version japonaise de Good Day. IU sort son premier single japonais le 21 mars comprenant les versions japonaises de Good Day et Rain Drop. Good Day monte jusqu'à la cinquième place du Japan Hot 100, tandis que l'album vend 21 000 copies physique la première semaine sur Oricon Single Chart. Elle continue sa tournée nommée IU Friendship Showcase - Spring 2012 dans 5 autres villes japonaises.
Le 11 mai 2012, IU sort un nouveau single coréen, intitulé Spring of a Twenty Year Old, comprenant trois nouveaux titres, Peach (복숭아), Every End of the Day (하루 끝) et I Really Don't Like Her (그 애 참 싫다). Pour l'occasion, elle sort un clip vidéo de 26 minutes avec Peach et Every End Of The Day, qui est sous forme de documentaire et filmé à Venise et Burano en Italie. C'est un nouveau succès, avec Peach atteignant la deuxième place et Every End Of The Day restant deux semaines à la première place du Gaon Digital Chart,.
Real Fantasy, sa première tournée, commence en juin 2012 à Séoul. Tous les tickets sont vendus en 30 minutes. Deux dates sont ajoutées à Séoul à la fin de la tournée en septembre.
Pour la sortie du prochain single de IU au Japon, le 10 juillet 2012 est révélé le clip vidéo de la version japonaise de You and I. Le single You and I sort le 18 juillet. Deux mois plus tard, elle refait un concert intitulé IU Friendship Special Concert - Autumn 2012 à Tokyo pour l'occasion.
En fin d'année, elle est récompensée par les Seoul Music Awards pour l'Album de l'Année pour Last Fantasy, tandis que Good Day gagne le prix de Chanson de l'Année par les Korean Music Awards. Billboard nomme IU une des plus importantes musiciennes qui a moins de 21 ans.

### 2013:You're the Best, Lee Soon-shinetModern Times
IU a joué le personnage de Lee Soon-Shin dans le drama You're the Best, Lee Soon-shin (최고다 이순신), diffusé sur la chaîne KBS2 du 9 mars au 25 août 2013. Elle est très acclamée par les critiques, qui étaient à l'annonce de son rôle, négatifs, et les audiences du drama atteignent un maximum de 30.8%.
Le 15 mars, elle sort son deuxième mini-album japonais Can You Hear Me?, qui inclut ses premières chansons japonaises originales. Pour en promouvoir la sortie, les deux singles Beautiful Dancer et New World, sortent en même temps. Puis en septembre, le troisième et final single Monday Afternoon sort. Il se place à la 27e place du Billboard Japan Hot 100 chart.
Le 28 juillet 2013, IU a annoncé sur le plateau de Inkigayo qu'elle quittait le poste de co-présentatrice qu'elle aura occupé pendant 107 semaines; elle sera remplacée par Minah de Girl's Day.
Le 7 octobre sort le troisième album de la chanteuse, nommé Modern Times, et porté par le titre The Red Shoes (분홍신). L'album se présente comme mélangeant différents styles tels que le jazz, la bossa nova, le swing et la pop latine, et contient différentes collaborations avec des artistes comme Ga-In et Jong-Hyun. Dès la sortie officielle de l'album, tous les titres envahissent les différents classements coréens.Le titre The Red Shoes (분홍신) offrira d'abord à la chanteuse un All-Kill (AK) d'après le site Instiz (no 1 au classement de toutes les charts coréennes, à l'exception du Weekly iChart). Le 10 octobre, le titre réalise le Perfect All-Kill (PAK), en se classant également première au Weekly iChart. L'album est une nouvelle fois acclamé par les critiques.
Au même moment, elle obtient un rôle dans le drama Bel Ami, qui dura du 20 novembre jusqu'au 9 janvier 2014. Pour son rôle, elle fut nommée au Seoul International Drama Awards pour la catégorie Outstanding Korean Actress.
Une deuxième version de l'album, intitulée Modern Times - Epilogue, sort le 20 décembre. Il contient 15 pistes, dont deux nouveaux morceaux : Friday et Pastel Crayons. Le morceau Friday (금요일에 만나요), écrit et composé par la chanteuse, réalisera d'abord le All-Kill (AK) puis le Perfect All-Kill (PAK), apportant à la chanteuse un deuxième succès majeur en 2013 après The Red Shoes (분홍신). Cette même chanson termine dans le top 10 digital de l'année 2014. Pour supporter cet album, elle fait une série de concerts qui commence en novembre jusqu'en janvier, et va pour la première fois à Hong Kong.

### 2014:A Flower Bookmarket collaborations
Le 16 mai 2014 sort son sixième mini-album A Flower Bookmark, avec en titre phare My Old Story. Il s'agit d'une sortie spéciale car c'est un album de reprises de chansons des années 1980 et 1990 de style ballad, folk ou rock. L'album fut un succès, avec quatre  chansons se classant dans le top 10 du Gaon Digital Chart, et My Old Story se hissant jusqu'à la deuxième place. Cependant, ce fut la chanson The Meaning of You en collaboration avec Kim Chang-wan qui deviendra son plus gros succès cette année, puisqu'elle terminera l'année à la cinquième place du Digital Chart et plus de 1 570 000 téléchargements.
Après la sortie de cet album, son souhait de chanter dans des endroits plus privés et intimes se révéla à travers ses huit concerts Just One Step... That Much More qui ont rassemblé 450 personnes. Les 8 dates se sont vendues en moins de 10 minutes, et les revenus ont été donnés aux victimes du naufrage du Sewol. Puis deux mois plus tard, elle part aux États-Unis pour la première fois pour le KCON concert à Los Angeles. Dans une interview à Billboard, elle déclare "avoir eu de l’anxiété face à une foule de plus de 42 000 personnes", et qu'elle va "se mettre à plus étudier l'anglais pour éviter d'être frustrée à ne pas pouvoir communiquer facilement".
L'année 2014 fut aussi remplie de collaborations : Not Spring, Love, or Cherry Blossoms, qui est chanté avec HIGH4 pour leur début, a atteint la première place du Gaon Digital Chart, et rentre dans les classements coréens chaque printemps. À ce jour, la chanson atteint presque 2,8 millions de téléchargements. Puis Anxious Heart, qui était originellement prévu avec Ulala Session en 2012, est sorti cette année par respect du décès du chanteur principal. Elle a aussi collaboré avec g.o.d (Sing For Me) et Seo Taiji (Sogyeokdong) pour leurs albums, qui sont tous les deux rentrés dans le top 10 du Gaon Digital Chart.

### 2015-2016:The Producers,Infinite Challenge,Chat-Shire, etMoon Lovers: Scarlet Heart Ryeo
IU commence l'année avec un rôle important dans le drama The Producers, qui était très attendu de tous. Son rôle fut assez apprécié, et le drama de plus en plus regardé chaque semaine. Pour l'occasion, son personnage chante Twenty-Three et Heart. Elle a entièrement écrit et composé Heart, qui est sorti officiellement le 18 mai. La chanson a atteint la première place de tous les classements musicaux coréens, et est devenue la dixième chanson la plus téléchargée de 2015. Grâce à ce drama, la popularité de IU explosa en Chine, lui apportant ainsi plusieurs offres de compagnies et marques chinoises.
L'été 2015, IU participe à l'émission Infinite Challenge dans laquelle deux personnes créent une chanson ensemble. Elle sort Leon avec Park Myeong-su, qui devient directement un succès en se hissant à la première place du Gaon Digital Chart, et atteint presque 1 700 000 téléchargements 1 an après.
Plus d'un an depuis son dernier album coréen, IU sort son septième mini-album Chat-Shire, ainsi que Twenty-Three, le titre phare. Elle prend place dans la création de l'album - en paroles (pour toutes les chansons), en composition (5, seule ou en collaboration) ainsi que le design général. La chanson se hisse à la tête de tous les classements coréens, et l'album obtient plus de 5 700 000 téléchargements. Billboard le nomme le sixième meilleur album de 2015.
Peu de temps après, la chanson Zézé est critiquée pour ses paroles implicites. Selon certaines personnes, dont l'éditeur coréen, les paroles d’IU semblent décrire un enfant de cinq ans comme un objet sexuel, alors que ce personnage de cinq ans est victime de violence familiale, dans « Mon bel oranger », roman de José Mauro de Vasconcelos publié en 1968. IU a plus tard reconnue que les paroles pouvaient être mal comprises, mais que ses paroles n'avaient rien à voir avec lui, avant de présenter ses excuses.
LOEN annonce que IU ne fera pas de promotion pour cet album, mais qu'à la place elle s'embarquera dans une tournée asiatique. Chat-Shire Tour commença à Séoul le 21 novembre, et continuera en Corée du Sud, avant qu'elle ne fasse plusieurs fan-meetings et showcases à Hong Kong, en Chine et à Taiwan. Le 11 décembre, elle sort un album compilation Smash Hits à Taiwan comprenant 16 de ses plus connues chansons.
L'année 2016 était une pause pour elle. Elle eut une collaboration avec Hyungdon and Daejun sur Choice, mais c'est quelques semaines après qu'elle reprit son rôle d'actrice en septembre en tant que Hae Soo dans le drama historique Moon Lovers: Scarlet Heart Ryeo, une adaptation du roman chinois Bu Bu Jing Xin. Elle est une nouvelle fois acclamée pour son jeu d'actrice dans cette série.

### 2017:PaletteetA Flower Bookmark 2
Presque 5 ans depuis son dernier album studio Modern Times, elle sort le 21 avril son quatrième album studio coréen Palette. Pour en faire la promotion, elle sort d'abord Through The Night le 24 mars, puis Can't Love You Anymore en collaboration avec Oh Hyuk le 7 avril, puis enfin Palette avec G-Dragon le jour même. Tous les trois ont eu un énorme succès, atteignant tous la première place du Gaon Digital Chart, mais c'est bien Through The Night qui aura le plus de succès, terminant l'année à la deuxième place. En 2019, la chanson est confirmée avec plus de 5 millions de téléchargements et 200 millions de streamings, un record. Quant à Palette, l'album débute à la première place du Billboard World Album chart (une première fois pour IU), et dépasse les 100 000 copies vendues.
Palette est applaudi par les critiques, gagnant des récompenses comme Best Album Pop aux Korean Music Awards, Album de l'Année au Melon Music Awards et Record de l'Année au Seoul Music Awards. IU elle-même a gagné des récompenses comme Meilleure écrivaine, Compositrice de l'année et Écrivaine de l'année. The New York Times marque Palette comme l'une des meilleures musiques "qui nous montre quelle direction prend la musique de nos jours", faisant de IU la seule artiste asiatique de la liste. Billboard nomme Palette le meilleur album K-pop de l'année 2017, expliquant aussi que "Un album aussi impressionnant et diversifié sur le plan sonore que Palette prouve pourquoi inclure les expériences personnelles d'un artiste dans sa musique peut conduire à sa meilleure œuvre".
Le 22 septembre, IU sort son deuxième album de reprise, A Flower Bookmark 2, qui comme le premier, reprend des chansons des années 1960 à 2000 en ajoutant une touche de modernité. Le single Autumn Morning, qui est sorti 5 jours avant pour fêter les 9 ans de sa carrière, a débuté à la première place du Gaon Digital Chart, et a depuis reçu plus de 2 500 000 téléchargements.
En fin d'année, elle collabore avec Epik High sur Love Story pour leur album We've Done Something Wonderful. La chanson obtient un Perfect All-Kill dès sa sortie. Gallup Korea nomme IU l'artiste la plus populaire de l'année 2017 (tout comme auparavant en 2014).

### 2018:My MisteretBBI BBI
En mars 2018, IU apparait dans le drama My Mister. Le drama fut un énorme succès, avec d'excellentes critiques et un peak de 7.3% dans les audiences, un des plus hauts records pour un drama coréen.
IU collabore avec Zico en juillet sur le single Soulmate de son album. La chanson est directement un succès et débute à la première place du Gaon Digital Chart.
Pour fêter une décennie depuis ses débuts, IU sort un single digital BBI BBI en octobre. La chanson atteint plus de 1,462,625 d'auditeurs uniques en 24 heure sur Melon, un record que Leon, également par elle, avait tenu depuis sa sortie en 2015. La chanson débute à la première place du Gaon Digital chart, et est reconnu par plusieurs listes comme l'unes des meilleures chansons de 2018 dû à ses paroles encourageantes,. Elle commence sa première tournée asiatique IU 10th Anniversary Tour le 28 octobre. Deux mois plus tard, elle collabore avec Kim Dong-ryul sur sa chanson Fairytale.

### 2019:Persona, Hotel Del LunaetLove Poem
Le 11 avril, IU fait ses débuts sur le grand écran sur Netflix dans Persona. Elle a un personnage différent dans quatre différents mini-films. C'était le sixième programme le plus populaire de Netflix en Corée du Sud en 2019. Puis durant l'été, elle a le rôle principal dans le drama fantastique et romantique Hotel del Luna. C'est un succès commercial, enregistrant de très grandes audiences durant sa diffusion, et IU est une nouvelle fois acclamée pour son jeu d'actrice.
Love Poem, un premier single, sort le 1er novembre et achève immédiatement un Perfect All-Kill et débute à la première place du Gaon Digital Chart. Il est suivi de son neuvième mini-album du même nom, Love Poem, qui sort le 18 novembre. Il est retardé de plus de deux semaines dû au décès de Sulli. La chanson principale de l'album, Blueming, sort le même jour, et achève aussi un Perfect All-Kill avant de rester quatre semaines en tête du Gaon Digital Chart,. L'album termine l'année avec presque 200 000 copies vendues, un record pour l'artiste.
Le 2 novembre, elle commence sa deuxième tournée asiatique Love Poem. La tournée se déroule dans 10 villes devant presque 90 000 fans.
Le 3 janvier 2020, il est annoncé qu'elle aurait un rôle dans le film Dream avec Park Seo-joon, un film racontant l'histoire des personnes participants à la Coupe du monde de football des sans-abri.
Plus de six ans depuis son dernier OST, IU sort le 15 février Give Your My Heart pour le film Crash Landing On You. La chanson est un succès, atteignant la première place du Gaon Digital Chart, et étendant son record pour le plus de numéro 1 par un artiste sur le Gaon Digital Chart, avec 23 chansons atteignant la première place au total.

### 2020: Changement de label
Le 6 janvier 2020, il est annoncé que IU quitte le label Kakao M, pour rejoindre sa filiale EDAM Entertainment créée pour l'occasion, dirigée par le manager de IU. L'équipe qui était aux côtés de IU chez Kakao M la suit chez EDAM Entertainment.

### 2021: Lilac et Pieces
Le 9 janvier 2021, IU remporte le prix de la "Chanson numérique Daesang de l'année" aux 35e Golden Disc Awards avec sa chanson "Blueming".
Le 3 mars, elle annonce la sortie de son cinquième album, "Lilac", qui sort le 25 mars avec un succès commercial immédiat. L'album débute en tête du Gaon Album Chart et tous les titres se sont classés simultanément dans le top 30 du Gaon Digital Chart. Le deuxième single de l'album, portant le même nom, a également atteint la première place du classement iTunes des albums dans 11 pays.
Le 20 octobre 2021, IU annonce la sortie de son single numérique, "Strawberry Moon", qui sort le 19 octobre.
En décembre 2021, IU annonce également la sortie d'un nouvel album spécial intitulé "Pieces", qui sort le 29 décembre.

### 2022: Les Bonnes Étoiles
En mars 2022, Jay Park sort GANADARA en featuring avec IU. 
Le 26 mai 2022, le film Les Bonnes Étoiles de Hirokazu Kore-eda est présenté en sélection officielle lors de la 75ème édition du Festival de Cannes. IU y joue l'un des personnages principaux : So Young. Lors de la cérémonie de clôture du festival, Gucci désigne IU en tant que Global Brand Ambassador.

## Vie privée
IU a souffert de boulimie à ses débuts.
Le 8 octobre 2015, IU et le chanteur de rock indépendant Chang Kiha ont confirmé qu’ils sortaient ensemble depuis deux ans.
Le 23 janvier 2017, IU et Chang Kiha ont révélé qu’ils s’étaient récemment séparés après quatre ans de vie commune. Ils sont restés en bons termes en tant qu’amis.
Le 31 décembre 2022, Dispatch a révélé que IU entretenait une relation avec l’acteur Lee Jong-suk depuis quatre mois. Cela a été confirmé par leurs agences, EDAM Entertainment pour IU et HighZium Studio pour Lee Jong-suk.

## Discographie
| Année | Album                          | Chanson                    | Artiste en featuring    |
| ----- | ------------------------------ | -------------------------- | ----------------------- |
| 2008  | Lost And Found                 | Well...                    | Mario                   |
| 2010  | REAL                           | Merry Christmas Ahead      | Thunder (MBLAQ)         |
| 2010  | We Got Married OST             | Nagging                    | Lim Seulong (2AM)       |
| 2010  | The First                      | It's You                   | Sung Sikyung            |
| 2011  | REAL+                          | Only I Didn't Know         | Pianist Kim Kwang Min   |
| 2011  | Last Fantasy                   | Sleeping Prince            | Yoonsang                |
| 2011  | Last Fantasy                   | Holding A Star In My Heart | Kim Gwang-jin           |
| 2011  | Last Fantasy                   | Uncle                      | Lee Juck                |
| 2011  | Last Fantasy                   | Everything's Alright       | Kim Hyun-Cheol          |
| 2011  | Last Fantasy                   | Teacher                    | Ra.d                    |
| 2013  | Modern Times                   | Everybody has secrets      | Gain (Brown Eyed Girls) |
| 2013  | Modern Times                   | A Gloomy Clock             | Jonghyun (Shinee)       |
| 2013  | Modern Times                   | Walk with me, Girl         | Choi Baek-Ho            |
| 2013  | Modern Times                   | Daydream                   | Yang Hee-eun            |
| 2013  | Modern Times - Epilogue        | Friday                     | Jang Yi-Jeong           |
| 2014  | The Lyrics Project             | Anxious Heart              | Ulala Session           |
| 2014  | A flower bookmark              | The Meaning of you         | Kim Chang-wan           |
| 2014  | A flower bookmark              | Boom Ladi Dadi             | CLON                    |
| 2014  | Chapter 8                      | Sing For Me                | G.o.d                   |
| 2014  | Quiet Night                    | Sogyeokdong                | Seo Tai-ji              |
| 2015  |                                | Leon                       | Park Myeong-su          |
| 2015  | Chat-Shire                     | Red Queen                  | Zion.T                  |
| 2016  | Choice                         | Choice                     | Hyungdon and Daejun     |
| 2017  | We've Done Something Wonderful | Love Story                 | Epik High               |
| 2017  | Palette                        | Palette                    | G-Dragon (Big Bang)     |
| 2017  | Palette                        | Can't Love You Anymore     | OhHyuk                  |
| 2018  | Soulmate                       | Soulmate                   | Zico                    |
| 2018  |                                | Fairytale                  | Kim Dong-ryul           |
| 2020  | First Winter                   | First Winter               | Sung Sikyung            |
| 2020  | Eight                          | Eight                      | Suga (BTS)              |
| 2021  | LILAC                          | Troll                      | Dean                    |
| 2021  | Next Episode                   | Nakka                      | AKMU                    |
| 2022  | Mother Nature (H2O)            | Mother Nature (H2O)        | Kang Seungwon           |
| 2022  | Ganadara                       | Ganadara                   | Jay Park                |

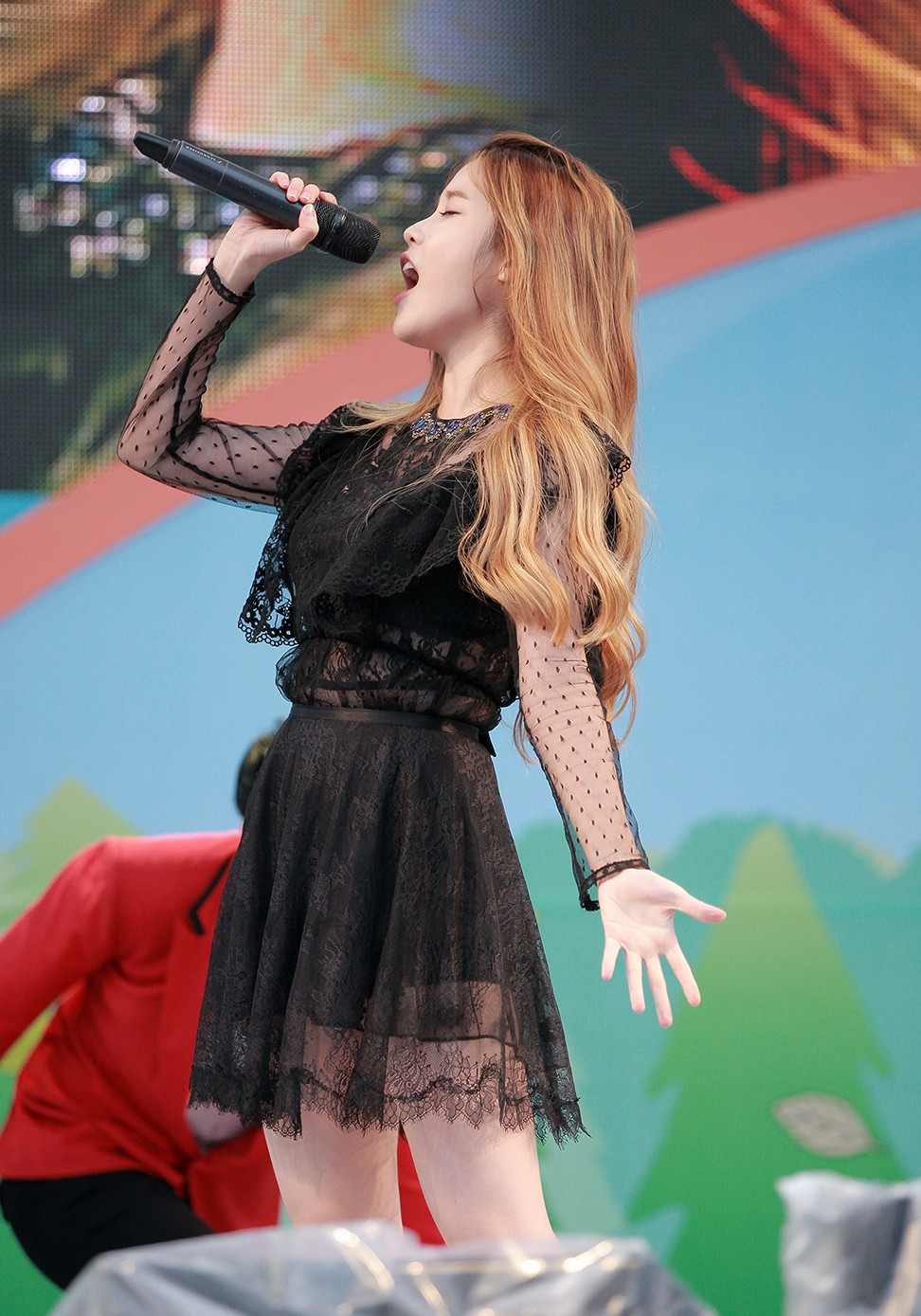
IU en 2013.

En 2012, IU a collaboré avec High4 pour un cover de "No Spring, Love or Cherry Blossomes".

## Filmographie
| Dramas | Dramas                              | Dramas                  | Dramas           | Dramas            |
| Année  | Titre                               | Travail                 | Rôle             | Notes             |
| ------ | ----------------------------------- | ----------------------- | ---------------- | ----------------- |
| 2011   | Dream High                          | KBS 2TV                 | Kim Phil Suk     |                   |
| 2011   | Welcome to the Show                 | SBS                     | Elle-même        | Épisode 1         |
| 2012   | Dream High 2                        | KBS2                    | Kim Phil Suk     | Épisode 1 (caméo) |
| 2012   | Salamander Guru and The Shadows     | SBS                     | Pickpocket Jieun | Épisode 6 (caméo) |
| 2013   | You're the Best, Lee Soon-shin      | KBS2                    | Lee Soon Shin    | 50 épisodes       |
| 2013   | Bel Ami                             | KBS2                    | Kim Bo Tong      | 16 épisodes       |
| 2015   | The Producers                       | KBS2                    | Cindy            | 12 épisodes       |
| 2016   | Scarlet Heart : Ryeo (보보경심: 려) | SBS                     | Hae Soo          | 20~21 épisodes    |
| 2018   | My Mister (나의 아저씨)             | tvN                     | Lee Ji-an        | 16 épisodes       |
| 2019   | Hotel del Luna                      | tvN                     | Jang Man Wol     | 16 épisodes       |
| 2022   | Broker                              | Zip Cinema              | Moon So-young    |                   |
| 2023   | Dream                               | Oktober Cinema Co. Ltd. | Lee So-min       |                   |
| 2025   | La vie portera ses fruits           | Netflix                 | Ae-soon          | 16 épisodes       |

| Télévision | Télévision                | Télévision | Télévision       | Télévision                       |
| Année      | Titre                     | Travail    | Rôle             | Notes                            |
| ---------- | ------------------------- | ---------- | ---------------- | -------------------------------- |
| 2010       | Heroes                    | SBS        | Elle-même        |                                  |
| 2011       | Kim Yu-na's Kiss and Cry  | SBS        | Participante     | jusqu'à l'épisode 8              |
| 2011       | Inkigayo                  | SBS        | Présentatrice    | 20 mars 2011 - 27 mai 2012       |
| 2011       | 1 vs. 100                 | KBS2       | Invitée          |                                  |
| 2011       | Immortal Song 2           | KBS2       | Participante     |                                  |
| 2011       | Entertainment Broadcast   | KBS2       | Invitée          | comme invitée pour guerilla date |
| 2011       | You Hee-Yeol's Sketchbook | KBS2       | Invitée          |                                  |
| 2011       | Come To Play              | MBC        | Invitée          | 14 mars 2011                     |
| 2011       | Radio Star                | MBC        | Invitée musicale | 30 mars 2011                     |
| 2011       | E!TV Special              | SBS        | Présentatrice    |                                  |
| 2011       | Running Man               | SBS        | Invitée          | Épisode 43                       |
| 2011       | Strong Heart              | SBS        | Invitée          | 20 décembre 2011                 |
| 2011       | Mak Irae Show             | Tooniverse | Invitée          | 15 juillet 2011                  |
| 2011       | Night After Night         | SBS        | Invitée          |                                  |
| 2012       | Running Man               | SBS        | Invitée          | Épisodes 77, 96, 97              |
| 2012       | Lee Hyori's You and I     | KST        | Invitée musicale | Invitée pour le 1er épisode      |
| 2012       | MTV Music Island          | SBS        | Invitée musicale | Invitée pour le 1er épisode      |
| 2012       | Strong Heart              | SBS        | Invitée          | 22 mai 2012 et 29 mai 2012       |
| 2012       | Inkigayo                  | SBS        | Présentatrice    | 26 août 2012 - 28 juillet 2013   |
| 2012       | SBS Gayo Daejeon          | SBS        | Présentatrice    |                                  |
| 2014       | Tray Relay Song           | KBS2       | Elle-même        |                                  |
| 2015       | SBS Gayo Daejeon          | SBS        | Présentatrice    |                                  |
| 2017       | Hyori's Homestay          | JTBC       | Elle-même        | Saison 1                         |
| 2017       | SBS Gayo Daejeon          | SBS        | Présentatrice    |                                  |

## Récompenses
| Années | Récompenses |
| ------ | --- |

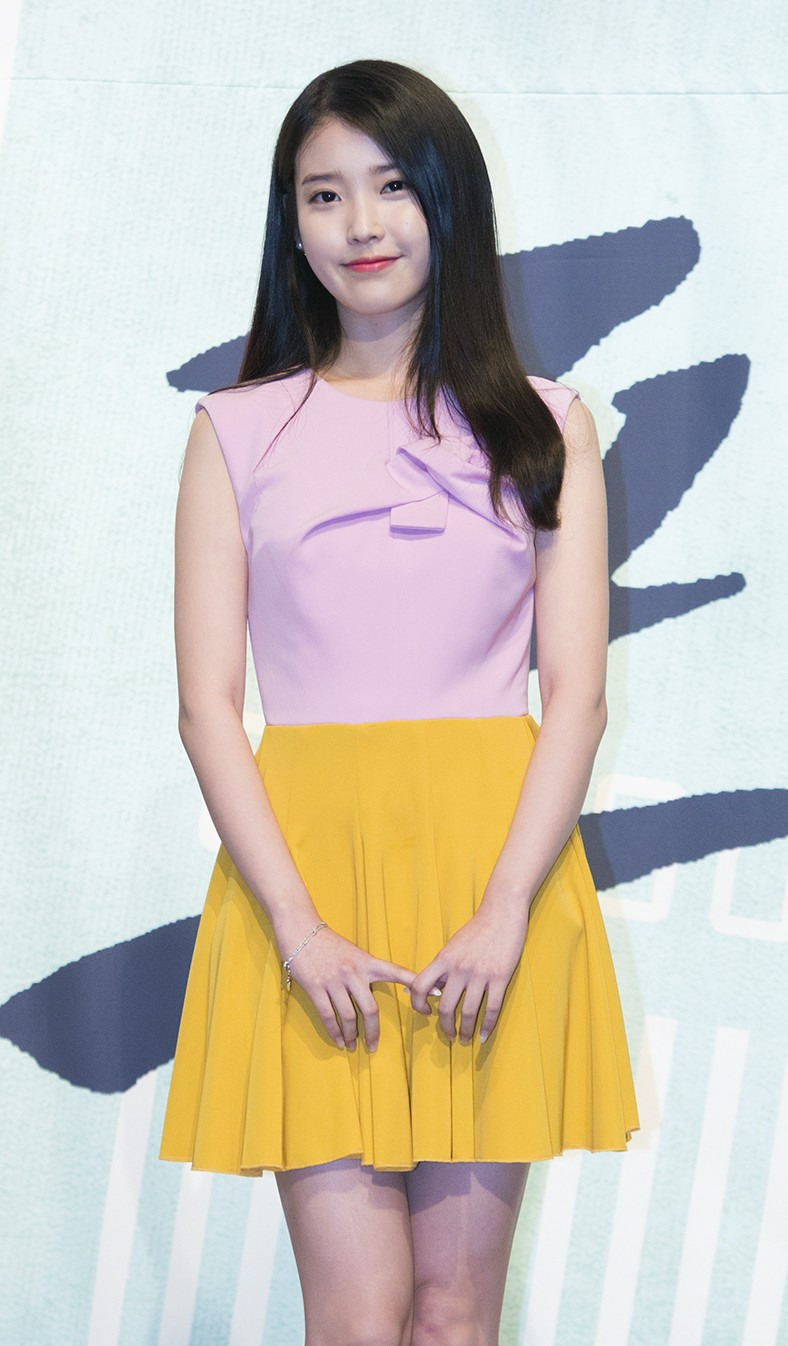
IU en 2015.

| 2008   | - Ministère de la Culture, des Sports et du Tourisme: Power Rookie Award |
| 2010   | - 17th Republic of Korea Entertainment Arts Awards Ceremony: New Generation Singer Award - 11th Korea Visual Arts Festival: Photogenic Award - Cyworld Digital Music Awards: Chanson du Mois (juin) (Nagging) - 25th Golden Disk Awards: Digital Music Bonsang - 2d MelOn Music Awards: 2010 TOP 10 - 2010 Cyworld Digital Music Awards: Chanson du Mois (décembre) (Good Day) - 2010 SBS Entertainment Awards: Variety New Star Award |
| 2011   | - 20th Seoul Music Awards: Bonsang Award - 20th Seoul Music Awards: Best Digital Album (REAL) - 3rd Melon Music Awards: 2011 Top 10 - 3rd Melon Music Awards: Chanson de l'Année (Digital Daesang) - 13th Mnet Asian Music Awards: Meilleure Performance Vocale Solo - 5th Mnet 20's Choice Awards: Hot CF Star - 2011 Korea Advertising Association Awards: Good Model Award - 2011 TVCF Award: Mannequin de l'Année - 2011 Style Icon Awards: Top 10 Style Icon - Cyworld Digital Music Awards: Chanson du Mois (décembre) (You and I) - 2011 Cyworld Digital Music Awards: Artist Award |
| 2012   | - 7th Asia Model Festival Awards: BBF Pop Singer Award - 21st Seoul Music Awards: Bonsang Award - 21st Seoul Music Awards: Meilleur Album (Last Fantasy) - 9th Korean Music Awards: Musicienne Féminine de l'Année Netizen Vote - 9th Korean Music Awards: Chanson de l'Année (Good Day) - 9th Korean Music Awards: Meilleur Chanson pop coréenne (Good Day) - 1st Gaon Chart Music Awards: Chanson de l'Année (February) - 1st Gaon Chart Music Awards: Chanson de l'Année (December) - 24th Korean PD Awards: Singer Award - Cyworld Digital Music Awards: Chanson du Mois (mai) (Peach) |
| 2013   | - Korean Entertainment 10th Anniversary Awards In Japan: Meilleure Chanteuse Féminine Solo - 27th Japan Gold Disc Awards: Best 3 New Artists (Asie) - 5th MelOn Music Awards: 2013 Top 10 - SBS MTV Best of the Best: Meilleure Solo Féminin - 2013 Sona Awards: Meilleure Artiste Féminine - Best Couple Award with Jo Jeong-seok (You're the Best, Lee Soon-shin) - Best New Actress (You're the Best, Lee Soon-shin) |
| 2022   | - MAMA Awards : Best Female Artist |

## Programmes de classement musicaux
| Année | Récompense |
| ----- | --- |
| 2010  | - 1re place au Music Bank K-Chart le 25 juin pour 잔소리 (Nagging). - 1re place au Inkigayo le 27 juin pour 잔소리 (Nagging). - 1re place au Music Bank K-Chart le 2 juillet pour 잔소리 (Nagging). - 1re place au Inkigayo le 19 décembre pour 좋은 날 (Good Day). - 1re place au M Countdown le 23 décembre pour 좋은 날 (Good Day). - 1re place au Music Bank K-Chart le 24 décembre pour 좋은 날 (Good Day). - 1re place au Inkigayo le 26 décembre pour 좋은 날 (Good Day). - 1re place au Music Bank K-Chart le 31 décembre pour 좋은 날 (Good Day). |
| 2011  | - 1re place au Inkigayo le 2 janvier pour 좋은 날 (Good Day). - 1re place au Music Bank K-Chart le 7 janvier pour 좋은 날 (Good Day). - 1re place au Music Bank OST-Chart le 18 février pour Someday (Dream High). - 1re place au Music Bank OST-Chart le 25 février pour Someday (Dream High). - 1re place au Music Bank K-Chart le 9 décembre pour 너랑 나 (You & I). - 1re place au Music Bank K-Chart le 16 décembre pour 너랑 나 (You & I). - 1re place au Inkigayo le 18 décembre pour 너랑 나 (You & I). - 1re place au Music Bank K-Chart Year End Special le 23 décembre pour 좋은 날 (Good Day). - 1re place au Music Bank K-Chart le 23 décembre pour 너랑 나 (You & I). - 1re place au Music Bank K-Chart le 30 décembre pour 너랑 나 (You & I). - 1re place au Inkigayo le 25 décembre pour 너랑 나 (You & I). |
| 2012  | - 1re place au Inkigayo le 1er janvier pour 너랑 나 (You & I). - 1re place au Music Bank K-Chart le 6 janvier pour 너랑 나 (You & I). - 1re place au Music On Top le 12 janvier pour 너랑 나 (You & I). - 1re place au Music Bank K-Chart le 13 janvier pour 너랑 나 (You & I). |
| 2013  | - 1re place au Show Champion le 16 octobre pour 분홍신 (The Red Shoes). - 1re place au M!Countdown le 17 octobre pour 분홍신 (The Red Shoes). - 1re place au Music Bank K-Chart le 18 octobre pour 분홍신 (The Red Shoes). - 1re place au Show!Music Core le 19 octobre pour 분홍신 (The Red Shoes). - 1re place au Inkigayo le 20 octobre pour 분홍신 (The Red Shoes). - 1re place au Inkigayo le 29 décembre pour Meet You on Friday (금요일에 만나요). |
| 2014  | - 1re place au Music Bank K-Chart le 3 janvier pour Meet You on Friday (금요일에 만나요). - 1re place au Show!Music Core le 4 janvier pour Meet You on Friday (금요일에 만나요). - 1re place au Inkigayo le 5 janvier pour Meet You on Friday (금요일에 만나요). |

Programmes pris en compte : Show Champion, M!Countdown, Music Bank, K-Chart, Music Bank  OST Chart, Show!Music Core, Inkigayo, Music on Top.

## Autres
- Elle est proche de Ji Yeon (T-ara), Thunder (MBLAQ), Suzy (miss A), Kim Boa (SPICA), Sulli (f(x)), Jonghyun et Minho (SHINee), K.Will, Wooyoung Gooara et Taecyeon (2PM).
- Elle a chanté en duo avec Seung Ri tiré de son nouvel album VVIP intitulée I Know.
- IU apparaît dans le MV de K. Will My Heart is Beating avec Lee Joon des MBLAQ.
- IU apparaît dans le MV de K-Will I Can’t Find the Words avec Noh Min Woo.
- Elle a aussi chanté avec Suho, Monday Thru Sunday et est apparue dans le MV.
- Elle est très proche de Eunhyuk des Super Junior.
- IU est la chanteuse préférée de Kwang Min (Boyfriend) et de Jeon Jungkook (BTS).
- IU est également très apprécié par des idols plus récent! Comme Dayeon du groupe Xum ou Karina du groupe æspa.
- Elle est proche de Taeyang (BigBang) et l'a désigné comme son idéal masculin.
- IU se fait facilement des amis grâce à sa bonne humeur.
- Elle a été en couple avec l'acteur Jang Ki Ha, à partir d'octobre 2013. Ils se sont séparés en janvier 2017.
- Son nom du fan club est U-ana (Uaena), où chaque syllabe a un sens différent : "u" est le "vous" de l'anglais , "ae" est sino-coréen de "l'amour", et "na" est le coréen pour "moi"[154].